# Josef Peer

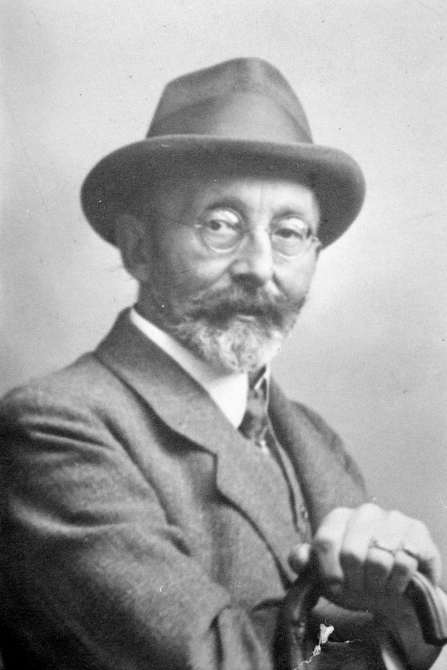
Landesverweser Josef Peer

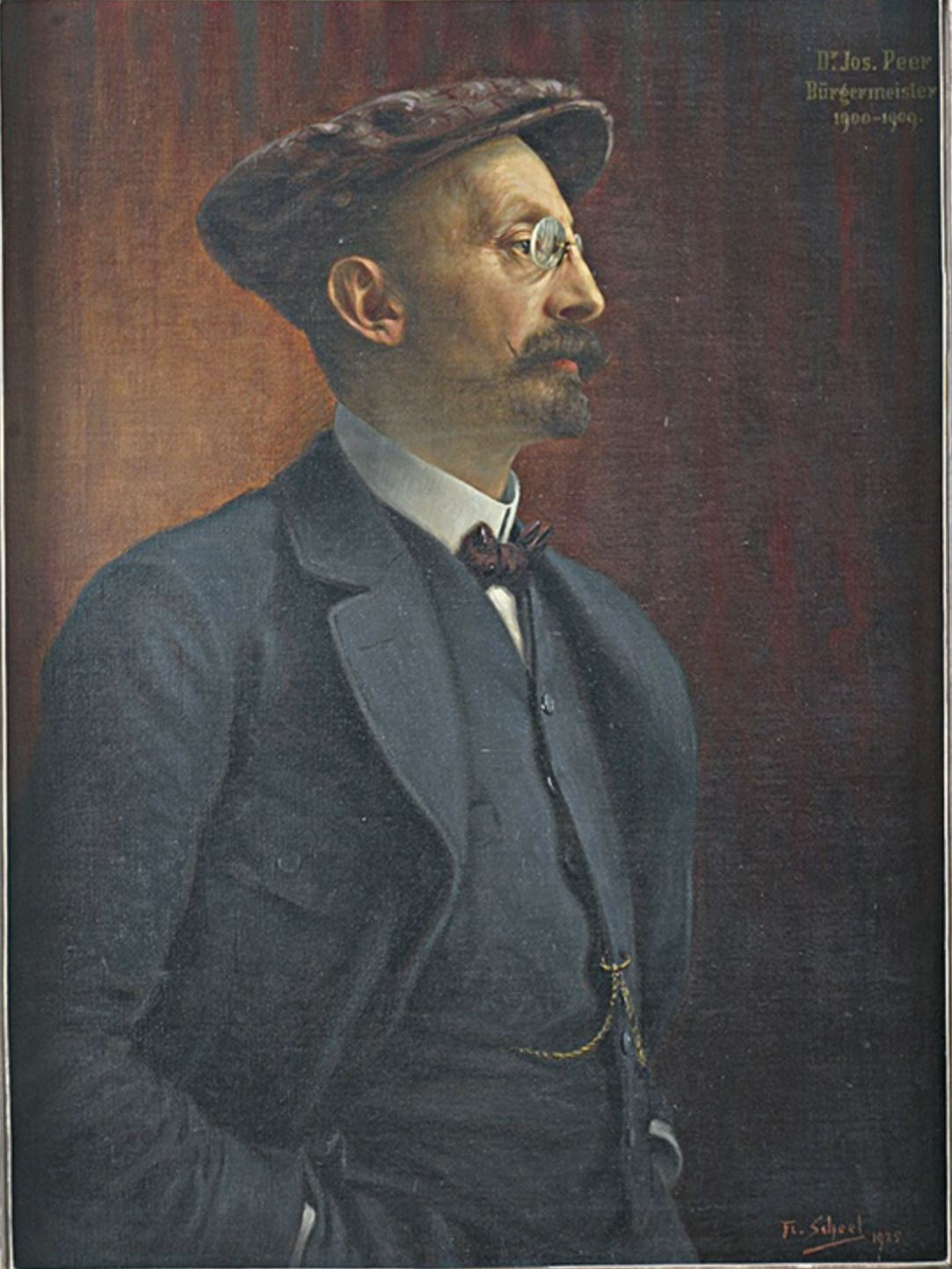
Porträt von Florus Scheel

Josef Anton Peer (* 13. Juni 1864 in Erl (Tirol); † 28. Juni 1925 in Wien) war ein österreichischer Politiker und Jurist. Peer war von 1920 bis 1921 Landesverweser des Fürstentums Liechtenstein, von 1902 bis 1909 Landeshauptmannstellvertreter in Vorarlberg und zudem in den Jahren 1902 bis 1909 und 1914 Abgeordneter zum Vorarlberger Landtag.

## Leben
Josef Peer wurde am 13. Juni 1864 als Sohn des k.k. Hauptzollamtsleiters Josef Peer und dessen Frau Maria in der Tiroler Gemeinde Erl geboren. Aufgrund des Arbeitsplatzes seines Vaters, der das Hauptzollamt in Feldkirch und später in Schaan leitete, besuchte Josef Peer zunächst die Volksschule im liechtensteinischen Schaan und wechselte anschließend an das Gymnasium in der österreichischen Stadt Feldkirch, wo er am 17. Juli 1882 maturierte. Danach begann er ein Studium der Rechtswissenschaften an der Leopold-Franzens-Universität Innsbruck, welches er am 2. Mai 1887 mit einer Promotion sub auspiciis imperatoris zum Doktor der Rechte abschloss. Im Rahmen dieser feierlichen Promotion erhielt er den Ring des Kaisers für die Promotion sub auspiciis imperatoris.
Von April bis Oktober 1887 wurde Josef Peer dann Konzeptspraktikant in der Innsbrucker Finanzprokuratur. Ab Oktober 1887 war er in der Folge Konzipient zunächst beim Bozner Rechtsanwalt Johann von Grabmayr und später in Meran bei Karl von Grabmayr. Vom 4. Februar 1888 bis zum 4. Februar des Folgejahrs absolvierte Josef Peer anschließend sein Gerichtsjahr am Landesgericht Innsbruck und war zu dieser Zeit Konzipient bei Otto Ender in Feldkirch. Im Jahr 1891 legte er die Advokatursprüfung ab und wurde am 22. September 1894 am Oberlandesgericht Innsbruck beeidet. Am 1. Oktober folgten sein Eintritt in die Rechtsanwaltskammer und die Eröffnung einer eigenen Kanzlei in Feldkirch. Ein Jahr später, am 6. Mai 1895, heiratete Peer in Feldkirch Maria Katharina Margaretha Leone, mit der er in der Folge drei gemeinsame Kinder hatte. (Seine Tochter Franziska Peer heiratete 1932 den Rechtsanwalt und Politiker Ludwig Marxer. Der Rechtsanwalt und Politiker Peter Marxer ist sein Enkel.)

## Politik
Im Jahr 1904 wurde Josef Peer erstmals zum Stadtrat der Stadt Feldkirch gewählt. Ab dem 12. Jänner 1901 war er zudem Feldkircher Bürgermeister. Dies blieb er bis zum 19. Mai 1909. 1902 wurde Peer unter Landeshauptmann Adolf Rhomberg zum Landeshauptmannstellvertreter von Vorarlberg sowie als Abgeordneter der Stadt Feldkirch in den Vorarlberger Landtag gewählt. Beide Funktionen übte er bis zum Jahr 1909 aus, wobei er ab 1908 in Vertretung des verstorbenen Jakob Schneider auch Mitglied im Landesausschuss war. Ab dem Jahr 1911 war er anschließend Präsident der Vorarlberger Rechtsanwaltskammer, aus welcher er aber 1917 freiwillig ausschied, um sich ab 1. Oktober seiner Berufung als Mitglied des österreichischen Verwaltungsgerichtshofs zu widmen. Im Verwaltungsgerichtshof wurde er am 30. Dezember 1920 zum Rat des Verwaltungsgerichtshofs ernannt.
Vom 23. September 1920 bis zum 4. April 1921 fungierte Josef Peer zudem als Stellvertreter des liechtensteinischen Landesfürsten als Landesverweser im Fürstentum Liechtenstein. Er arbeitete im Auftrag von Johann II. (1840–1929) die Liechtensteinische Landesverfassung von 1921 aus. Nachdem in seiner Amtszeit als Landesverweser die neue Verfassung des Fürstentums Liechtenstein ratifiziert wurde, war er zugleich der letzte Landesverweser im fürstlichen Dienste. Seit dem 5. Oktober 1921, dem Tag des Inkrafttretens der neuen Verfassung, besteht die Regierung des Fürstentums Liechtenstein aus dem Regierungschef und Regierungsräten, die auf Vorschlag des Landtags vom Landesfürsten vereidigt werden. Da sich die Mitgliedschaft in der Regierung seitdem auf Liechtensteinische Staatsbürger beschränkt, war Josef Peer der letzte Ausländer, der eine liechtensteinische Regierung leitete. Im Jahr 1921 erfolgte dann seine Berufung an den internationalen Abrechnungsgerichtshof.